# Террі Макдермот
Террі Макдермот (англ. Terry McDermott, нар. 8 грудня 1951, Ліверпуль) — колишній англійський футболіст, що грав на позиції півзахисника. По завершенні ігрової кар'єри — футбольний тренер. Наразі входить до тренерського штабу клубу «Бірмінгем Сіті».
Виступав, зокрема, за клуб «Ліверпуль», з яким виграв низку національних та міжнародних трофеїв, а також національну збірну Англії.

## Клубна кар'єра
У дорослому футболі дебютував 1969 року виступами за «Бері», що виступав у Третьому дивізіоні. В клубі провів чотири сезони, взявши участь у 90 матчах чемпіонату.
З початку 1973 до кінця 1974 року захищав кольори команди клубу «Ньюкасл Юнайтед», ставши у його складі фіналістом Кубка Англії.
Своєю грою привернув увагу представників тренерського штабу «Ліверпуля», до складу якого приєднався в кінці 1974 року. Відіграв за мерсісайдців наступні вісім сезонів своєї ігрової кар'єри. Більшість часу, проведеного у складі «Ліверпуля», був основним гравцем команди. За цей час чотири рази ставав чемпіоном Англії, також чотири рази виборював титул володаря Суперкубка Англії, став триразовим володарем Кубка чемпіонів УЄФА, а також по одному разу виграв Кубока та Суперкубок УЄФА. Крім того 1980 року Макдермота було визнано найкращим футболістом Англії за версією АФЖ та ПФА і він був включений до символічної збірної Прем'єр-ліги сезону 1979/80. А вже у наступному сезоні Теренс з шістьма голами став найкращим бомбардиром Кубка чемпіонів УЄФА.
У вересні 1982 року повернувся в «Ньюкасл Юнайтед», який вже виступав у Другому дивізіоні, і у сезоні 1983/84 допоміг клубу зайняти третє місце і повернутись в еліту, але незабаром перейшов в ірландський «Корк Сіті».
Завершив професійну ігрову кар'єру у клубі АПОЕЛ, за команду якого виступав протягом 1985–1987 років, вигравши за цей час чемпіонат та Суперкубок Кіпру.

## Виступи за збірні
1974 року залучався до складу молодіжної збірної Англії. На молодіжному рівні зіграв у 1 офіційному матчі.
7 вересня 1978 року дебютував в офіційних іграх у складі національної збірної Англії в товариському матчі проти збірної Швейцарії. 
У складі збірної був учасником чемпіонату Європи 1980 року в Італії та чемпіонату світу 1982 року в Іспанії.
Протягом кар'єри у національній команді, яка тривала 5 років, провів у формі головної команди країни 25 матчів, забивши 3 голи.

## Кар'єра тренера
Розпочав тренерську кар'єру, повернувшись до футболу після невеликої перерви, 1992 року, увійшовши до тренерського штабу клубу «Ньюкасл Юнайтед», де з перервою працював до вересня 2008 року. А з 8 по 14 січня 1997 року був навіть виконувачем обов'язків менеджера «Ньюкасла».
19 грудня 2008 року Террі став помічником помічник менеджера ліга у «Гаддерсфілд Таун», фактично ставши  правою рукою Лі Кларка. Після звільнення Кларк в лютому 2012 року, Макдермот також був звільнений. У червні 2012 року Кларк очолив «Бірмінгем Сіті», знову взявши собі в помічники Макдермота.

## Титули і досягнення

### Командні
- Володар Суперкубка Англії з футболу (4):

«Ліверпуль»: 1976, 1977, 1979, 1980
- Чемпіон Англії (4):

«Ліверпуль»: 1975-76, 1976-77, 1978-79, 1979-80, 1981-82
- Володар Кубка англійської ліги (2):

«Ліверпуль»: 1980-81, 1981-82
- Чемпіон Кіпру (1):

АПОЕЛ: 1985-86
- Володар Суперкубка Кіпру (1):

АПОЕЛ: 1986
- Володар Кубка УЄФА (1):

«Ліверпуль»: 1975-76
- Володар Кубка європейських чемпіонів (3):

«Ліверпуль»: 1976-77, 1977-78, 1980-81
- Володар Суперкубка Європи (1):

«Ліверпуль»: 1977

### Особисті
- Футболіст року за версією АФЖ: 1980
- Футболіст року за версією футболістів ПФА: 1980
- Найкращий бомбардир Кубка чемпіонів УЄФА: 1981 (6 голів)